# Orimarga (Orimarga) perpallens
Orimarga (Orimarga) perpallens is een tweevleugelige uit de familie steltmuggen (Limoniidae). De soort komt voor in het Neotropisch gebied.